# Samuel Cohen Fzn.
Samuel Cohen Fzn. (Nieuw-Buinen 29 juli 1873- Amsterdam 5 november 1966) was een ambtenaar in Nederlands-Indië en was onder andere resident van Madoera en Soerabaja.

## Jeugd en opleiding
Samuel werd geboren op 29 juli 1873 te Nieuw-Buinen als zoon van de rijksambtenaar Frederik Cohen en Carolina Elekan. Het gezin was Joods. Het gezin verhuisde meerdere keren door het hele land. Samuel deed in Nederland examen om op 13 oktober 1892 naar Batavia te vertrekken.

## Carrière als ambtenaar
Hij was aanvankelijk werkzaam bij de algemene secretarie, maar werd na 1 jaar benoemd tot aspirant controleur en geplaatst in Kedoe. Na wegens ziekte in eind 1897 met verlof naar Europa te zijn vertrokken, hervatte hij de dienst op 1 februari 1900 alsControleur van Modjosari in Soerabaja, om na 2 jaar wederom naar Europa te vertrekken.Na terugkeer, in 1904, werd hij controleur van Djember, alwaar hij vier jaar verbleef, tot zijn overplaatsing volgde naar Batavia, waar hij controleur werd van Bekasi. Verschil van inzicht met de toenmalige resident van Besoeki, J. Bosman, was de aanleiding tot zijn overplaatsing uit het gewest. In 1910 werd hij benoemd tot ridder in de Orde van Oranje-Nassau. In maart 1911 stond hij korte tijd ter beschikking van de directeur B.B. voor de behandeling als Assistent-resident "a la suite".
Hij werd op 7 februari 1912 benoemd tot assistent-resident van Meester Cornelis. Hij haalde gedurende twee buitenlandse verloven het kandidaatsexamen in de rechten en op 8 februari 1916 de graad van doctor in de rechtswetenschap aan de Universiteit van Amsterdam. Op 2 april 1914 vertrok hij wederom met verlof naar Europa, om na een jaar terug te komen en op 23 mei 1916 benoemd te worden tot assistent-resident van Madioen. Hij werd genoemd als mogelijke opvolger van de resident van Bantam en later Besoeki, maar werd beide keren gepasseerd. Uiteindelijk werd hij op 6 mei 1918 benoemd tot resident van Madoera. Op 28 augustus 1920 werd hij benoemd tot resident van Soerabaja
Hij werd benoemd tot regeringscommissaris op 4 mei 1922. Dit bleef hij tot 1924 waarna hij met pensioen ging.
in 1943 woonde hij in Amsterdam. Hij overleefde de oorlog, samen met zijn broer Mozes, maar zijn andere broers zijn allen in de Holocaust overleden. Hij overleed uiteindelijk op 5 november 1966 te Amsterdam

## Huwelijk en gezin
Hij trouwde op 23 mei 1899 te Amsterdam met Josephine Sophia Benjamine Sanders. Met haar kreeg hij voor zover bekend een zoon, Herman Karel Cohen op 28 februari 1901 te Soerabaja.
Josephine overleed op 15 juni 1905 te Soerabaja waarna hij op 10 februari 1916 Sloten met Catherina Anna Sedonia Lacoste. Met haar kreeg hij voor zover bekend geen kinderen. Zij overleed op 14 maart 1962 waarna hij weduwnaar was.